# Stefaan Van Hecke
Stefaan Van Hecke (Gand, 4 gennaio 1973) è un politico belga fiammingo.
Esponente dei Verdi, è membro della Camera dei rappresentanti per quattro legislature consecutive dal 10 giugno 2007 (52°, 53°, 54°, 55°)

## Biografia
Van Hecke si è laureato in giurisprudenza all'Università di Gand. Per saperne di più sul diritto ambientale, si è anche laureato in scienze ambientali all'Università di Anversa.

## Carriera politica
La sua carriera politica iniziò nel 1990, quando si unì ad "Agalev" (il cosiddetto partito verde nelle Fiandre) nella sua città natale Merelbeke. Nel 1992 fonda "Jong Agalev", la divisione giovani del partito verde, a Merelbeke. Nel 1996 è stato eletto nel consiglio provinciale. Ha mantenuto questo mandato fino al 2006.
Nelle elezioni locali e provinciali di Merelbeke ha portato il suo partito a una gloriosa vittoria, raggiungendo quasi il 14% dei voti, che non si era mai visto prima per un partito verde nelle Fiandre. Questa vittoria lo ha portato direttamente a essere scelto per guidare Groen! nella circoscrizione provinciale delle Fiandre orientali per il Parlamento nazionale. Dopo una dura campagna elettorale, Stefaan Van Hecke è stato eletto.
Notevole la sua attività nella regolamentazione delle scommesse online, attraverso la legge che porta il suo nome ha imposto una stretta al gioco d'azzardo innalzando l'età minima ai 21 anni ed imponendo agli utenti l’obbligo di aprire un conto separato per ogni tipologia di gioco anche con lo stesso operatore.